# Joe Bambrick
Joe Bambrick, né le 3 novembre 1905 à Belfast, et décédé le 13 octobre 1983 à Belfast, était un footballeur nord-irlandais des années 1930.

## Biographie
Buteur d'exception, Bambrick joue à Chelsea, Walsall, Glentoran et Linfield. 
Il inscrit 524 buts avec le club de Linfield entre 1927 et 1935. Il est meilleur buteur du championnat d'Irlande du Nord à plusieurs reprises. Il réalise sa meilleure performance lors de la saison 1928-1929, où il inscrit 50 buts en et est le buteur nord-irlandais le plus prolifique avec 936 buts en matchs officiels .
Il marque 12 buts en seulement 11 matches avec l'équipe d'Irlande du Nord entre 1928 et 1938. La moitié de ces 12 buts est inscrit en un seul match, contre le pays de Galles, le 1er février 1930 à Belfast (victoire 7-0, avec 6 buts de Bambrick).